# Lotus azoricus
Lotus azoricus — вид рослин з родини бобові (Fabaceae), ендемік Азорських островів.

## Поширення
Населяє прибережні скелі. Трапляється на островах Санта-Марія, Сан-Мігель, Сан-Жорже, Піку та Флорес. 